# Tony Okada
Antonio M. „Tony” Okada (ur. 10 stycznia 1973 w Anaheim) – amerykański judoka. Olimpijczyk z Barcelony 1992, gdzie zajął 35. miejsce w wadze ekstralekkiej.
Mistrz panamerykański w 1992 roku.
Syn Kennetha Okady, olimpijczyka z Monachium 1972.

## Letnie Igrzyska Olimpijskie 1992
| Konkurencja | Rundy eliminacyjne         | Klas. końcowa |
| Konkurencja | Przeciwnik I               | Miejsce       |
| ----------- | -------------------------- | ------------- |
| 60 kg       | Philippe Pradayrol (FRA) P | 35.           |